# Huppach

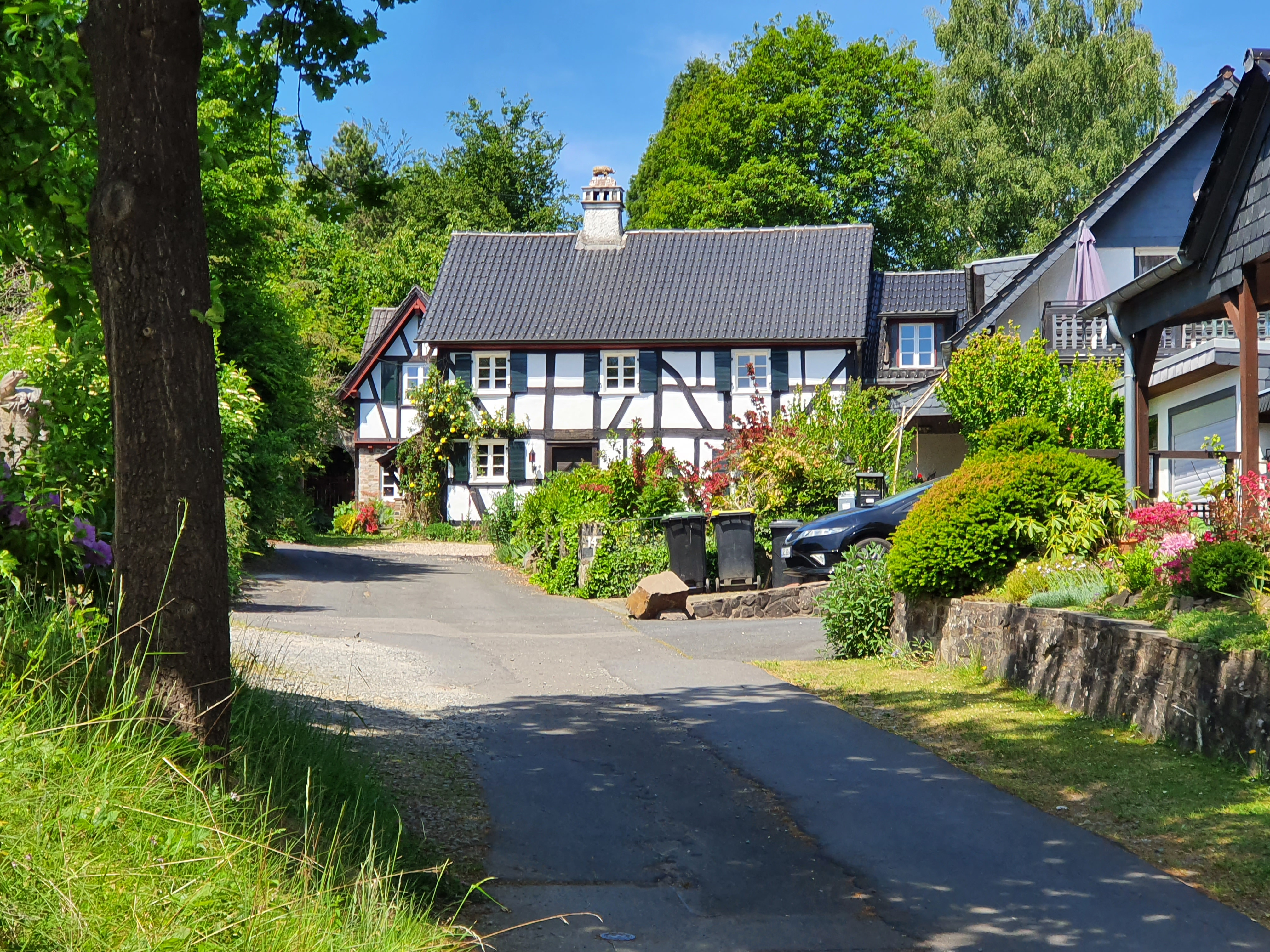
Historisches Fachwerkhaus in Huppach

Das Dorf Ruppichteroth 1900 mit den ehemaligen Ortsteilen

Huppach ist ein ehemaliger Ortsteil der Gemeinde Ruppichteroth. Heute gehört er zum Zentralort.

## Lage
Huppach liegt im Tal des Waldbrölbaches zwischen Ruppichteroth im Nordosten und Harth im Südwesten.

## Geschichte
1644 gab es in Huppach einen freiadeligen Hof der Freiherren von Scheidt genannt Weschpfennig. Dieser musste im Bedarfsfall ein Pferd stellen und jährlich einen Fuder Hafer liefern.
1901 gab es in dem Weiler 31 Einwohner. Die Haushaltsvorstände waren Schneider Christian Otto, Maurer Heinrich Schiffbauer und Stellmacher Heinrich Stommel.